# 牛山孙氏宗祠
牛山孙氏宗祠，位于山东省枣庄市薛城区周营镇北三公里的牛山村，是中华人民共和国山东省文物保护单位之一。
2006年12月7日，授予山东省文物保护单位，是一座古建筑。

## 牛山孙氏宗祠简介
牛山村，古称牛山镇。早在南北朝时期就是当地文化经济中心，至今还留有天齐庙.元武合.福德祠.白雪书院等遗迹。牛山孙氏先祖明初迁民来此开基，繁衍二十五世四十八万多人，
2006年12月，孙氏宗祠被山东省人民政府公布为『重点文物保护单位』。2015年，孙氏宗祠被山东省九部委公布为『历史名居』。

## 孙氏宗祠建筑
牛山孙氏宗祠是明代建筑 ，宗祠坐南朝北，按照明代章制设置，三进两院.设有门楼.享堂.大殿.英烈堂.文史堂共十七间建筑，均为砖木结构，
宗祠大门向南十米处立有影壁墙一座，影壁墙北有青石旗座遗存。影壁墙南为宗祠广场，面积达３０００平米。广场南端为宗祠池塘，占地５０００与平米。宗祠大门为三间门楼，门额书题“孙氏宗祠”，大门两侧有木雕楹联，上联：“春祀秋尝遵万古圣贤礼乐”，下联：左昭右穆序一家世代源流横联为“木本水源”宗祠门两侧有一对石狮拱卫，门的东侧有一口明代古井，名曰“青龙泉”。
宗祠前院东侧，有一座乾隆皇帝亲赐圣旨碑，为乾隆三十六年所立。此碑高3.72米，宽1.08米，带有双龙戏珠的“圣旨”碑额，圣旨碑内容为乾隆赐封孙振魁的父母为儒林郎安人。此碑的碑文由孔子第七十一代嫡孙衍圣公孔昭焕书写，且有乾隆皇帝的玉玺印刻在圣旨碑的左上方，

## 宗祠牌坊
临枣高速与韩店路交汇处，

## 宗祠建筑历史
宗祠大门为前院，东西两侧设置碑廊。东侧碑廊由北向南第一座碑为牛山孙氏族碑，是清代光绪三十年所立，上题额：“源远流长”碑联为：“始徒自由沃历数百年族光代显：爱居据古鄫潘裔累兴本固枝荣。”由始祖碑向南依次为二.三.四.五.世祖碑及五世一至六支族碑。两侧碑廊由北向南依次是五世七支及各分支族碑。碑廊南端为清代道光二十三年所立的”建修祠堂记碑，此碑记载了当时扩建宗祠经过。

## 峄阳牛山孙氏家族历次修谱世系排辈
《十二世至五十世》（按照顺序十二世-五十世）
毓肇葆承茂，景晋锺启延。
秉则淑以慎，昭虔尚新传。
桂兰德裕厚，光辉业继先。
繁盛恒思本，运华树正廉。